# Jerzy Wróbel (wojskowy)
Jerzy Wróbel ps. Stefan (ur. 1 maja 1918 w Piotrkowie  – zm. 12 listopada 1978 w Warszawie) – uczestnik wojny obronnej w 1939, podporucznik Armii Krajowej, uczestnik powstania warszawskiego w sztabie Zgrupowania „Żmija”. 
Po wojnie ekonomista, pracownik „Motozbytu”.